# 芳阿盧羅區
23°05′35″S 34°23′02″E / 23.093°S 34.384°E

芳阿盧羅區（葡萄牙語：Funhalouro），是莫桑比克的行政區，位於該國東南部，由伊尼揚巴內省負責管轄，首府設於芳阿盧羅，面積13,653平方公里，2007年人口37,925，人口密度每平方公里2.8人。